# لتیسیا رامولینو
ماریا لتیسیا بووناپارته، رامولینو (ماری-لیفتیا رامولینو، مادام مایر د ل امپرور؛ ۲۴ اوت ۱۷۵۰–۲ فوریه ۱۸۳۶)، یک نجیب‌زاده ایتالیایی، مادر ناپلئون اول امپراتور فرانسه بود.

## زندگی
او در آژاکسیو به دنیا آمد، جزیره کرس، جمهوری جنوا، دختر جیووانی جرونونیو رامولینو (۱۳ آوریل ۱۷۲۳–۱۷۵۵) سروان هنگ شوالیه‌گری و پیاده‌نظام در ارتش جمهوری جنوا، و همسرش آنجلا ماریا پیتراسانتا (حدود ۱۷۲۵–۱۷۹۰).
لتیسیا مانند اکثر دختران در قرن هجدهم در خانه تحصیل کرده بود. پس از درگذشت پدر، مادرش با ازدواج دوباره افسر دریایی سوئیسی، فرانتس فش، سروان خدمات جمهوری جنوا مستقر در کرزیکا ازدواج کرد و دو فرزند به دنیا آورد.

### ازدواج
در تاریخ ۲/۷ ژوئن ۱۷۶۴، هنگامی که او سیزده ساله شد، لتیسیا با وکیل کارآموز کارلو بووناپارت، که خود تنها هفده سال داشت، در آژاکسیو ازدواج کرد.
لتیسیا و همسرش کارلو با فرماندار این جزیره، چارلز لوئیز دو ماربئوف و فرد که همسر وی پسرش لویی (۱۷۷۸) پادشاه آینده هلند بود، دوست شدند. این دوستی‌ها شاید به آنها کمک کند تا ناپلئون در مدرسه دانشکده بریون (۱۷۷۹) پذیرفته شود.

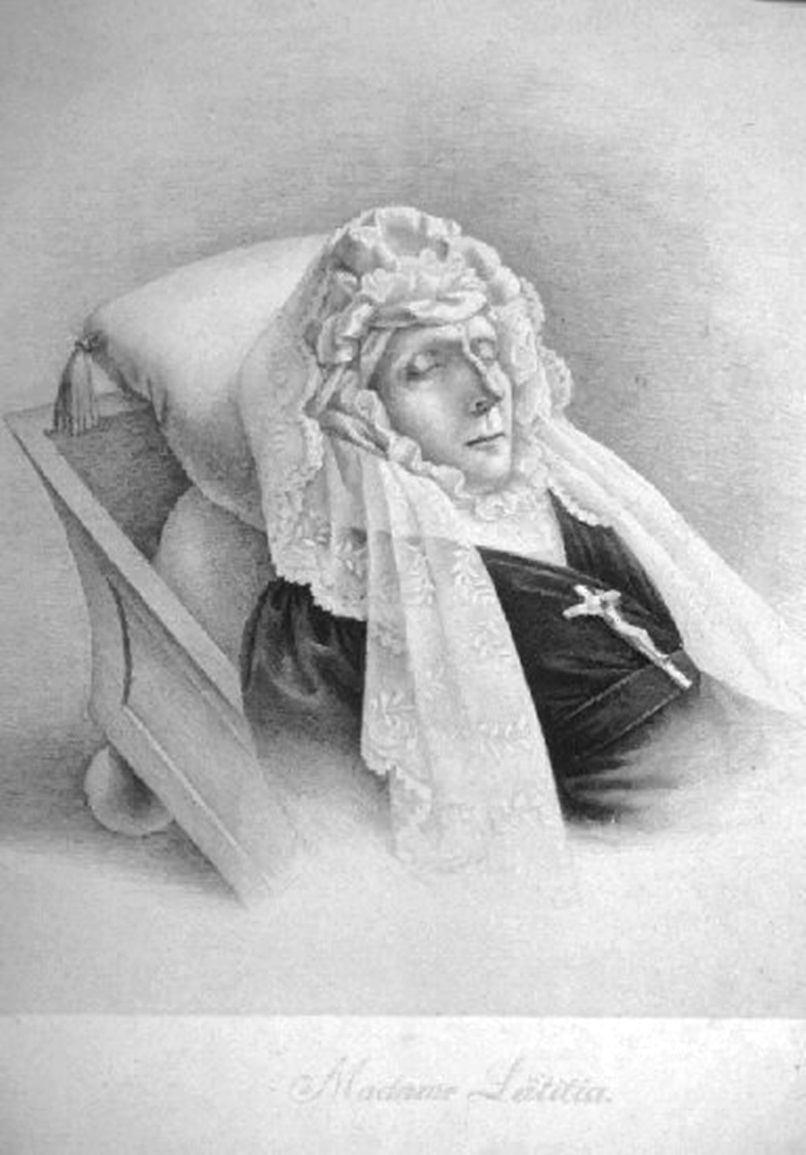
نقاشی درگذشت ماریا لتیسیا بناپارت.

او به عنوان یک مادر خشن توصیف می‌شد و از بسیاری چیزها دید بسیار فرومایه داشت. وقتی بیشتر مادران اروپایی کودکان را شاید یکبار در ماه غسل می‌دادند، فرزندانش هر روز دیگر غسل می‌کردند. لتیسیا به زبان ایتالیایی و کورسیایی صحبت می‌کرد و هرگز فرانسوی را یادنگرفت.
در سال ۱۷۸۵، هنگامی که ۳۵ سال داشت، شوهرش بر اثر سرطان درگذشت. در سال ۱۷۹۳، او کورسکا را ترک کرد و به همراه فرزندانش در مارسی فرانسه، مستقر شد، جایی که پسرش ناپلئون دوران نظامی موفقیت‌آمیز گذراند و سرانجام قدرت را به دست گرفت.
او به عنوان توصیف ناخوشایند و با سلیقه‌های ساده ازدواج فرزند خود را با ژوزفین بوهارنه در سال ۱۷۹۶ تأیید نکرد.

### سلطنت ناپلئون
در سال ۱۸۰۴، پسرش ناپلئون خود را امپراتور معرفی کرد. علی‌رغم اینکه در نقاشی معروف تاجگذاری ناپلئون توسط دیوید به تصویر کشیده شد، وی در مراسم تاجگذاری پسرش شرکت نکرد. با حکم او در ۱۸ مه ۱۸۰۴ یا ۲۳ مارس ۱۸۰۵ به عنوان «مادر اعلیحضرت امپراطوری امپراتور» حکم شد. وقتی از پیشرفت پسرش به تخت سلطنت تبریک گفت، پاسخ داد: «امیدواریم که این دوام داشته باشد.» ناپلئون ماهانه ۲۵٬۰۰۰ فرانک پرداخت می‌کرد.
او در دربار امپراتوری شرکت نکرد و در مواقع نادری هنگام بازدید از پاریس در مسافرخانه ای اقامت می‌کرد.

### زندگی بعدی
پس از سال ۱۸۱۵ او به پاریس نقل مکان کرد، جایی که روزهای زندگی خود را با برادر کوچکترش جوزف فیش گذراند. در طی سالهای اقامت در رم، وی به ندرت اعضای خانواده دیگری را نسبت به برادرش، که به ندرت او را ترک می‌کردند، می‌دید. مدتی نقاشی به نام آنا باربارا بانسی به عنوان همراهش خدمت کرد.
وی در سه هفته مانده به ۵۱ سالگی درگذشت، شوهرش در سال ۱۸۳۶ و در سن ۸۵ سالگی درگذشت. در آن زمان او تقریباً نابینا بود.